# Jamie van Hooijdonk
Jamie van Hooijdonk (* 27. August 1991) ist ein walisischer Badmintonspieler. 

## Karriere
Jamie van Hooijdonk wurde 2004 erstmals nationaler Nachwuchsmeister in Wales, zahlreiche weitere Titelgewinne folgten bis 2008. Bei den Junioreneuropameisterschaften 2009 gewann er Silber im Einzel. 2009 siegte er auch erstmals bei den Erwachsenen in Wales. 2010 nahm er an den Commonwealth Games teil.

## Sportliche Erfolge
| Saison    | Veranstaltung                             | Disziplin    | Platz | Name                                  |
| --------- | ----------------------------------------- | ------------ | ----- | ------------------------------------- |
| 2003/2004 | Wales: Einzelmeisterschaften U13          | Herreneinzel | 1     | Jamie van Hooijdonk                   |
| 2003/2004 | Wales: Einzelmeisterschaften U15          | Herreneinzel | 1     | Jamie van Hooijdonk                   |
| 2004/2005 | Wales: Einzelmeisterschaften U15          | Herreneinzel | 1     | Jamie van Hooijdonk                   |
| 2005/2006 | Wales: Einzelmeisterschaften U15          | Herrendoppel | 1     | Jamie van Hooijdonk / Damian Reenshaw |
| 2005/2006 | Wales: Einzelmeisterschaften U15          | Herreneinzel | 1     | Jamie van Hooijdonk                   |
| 2005/2006 | Wales: Einzelmeisterschaften U15          | Mixed        | 1     | Jamie van Hooijdonk / Sarah Thomas    |
| 2005/2006 | Wales: Einzelmeisterschaften U17          | Herreneinzel | 1     | Jamie van Hooijdonk                   |
| 2007      | Wales: Einzelmeisterschaften der Junioren | Herreneinzel | 1     | Jamie van Hooijdonk                   |
| 2008      | Wales: Einzelmeisterschaften der Junioren | Herreneinzel | 1     | Jamie van Hooijdonk                   |
| 2009      | Junioreneuropameisterschaft               | Herreneinzel | 2     | Jamie van Hooijdonk                   |
| 2009      | Wales: Einzelmeisterschaften              | Herreneinzel | 1     | Jamie van Hooijdonk                   |